# Holiedre
En matemàtiques, un holihedre és un tipus de cos geomètric tridimensional: un poliedre on cadascuna de les seves cares conté com a mínim un forat de forma poligonal, i on els límits dels forats no comparteixen cap punt amb els límits de la cara.
Aquest concepte va ser introduït per primer cop per en John Conway; el propi terme "holiedre" va ser creat per en David W. Wilson el 1997 com una broma sobre poliedres i forats. Conway va oferir un premi de 10.000 dòlars, dividits pel número de cares, a qui en trobés un primer exemple tot preguntant:
Hi ha algun poliedre en l'espai tridimensional euclidi que no tan sols té un número de cares planes finitt, sinó que cadascuna és un subconjunt connectat d'un pla apropiat on l'interior relatiu és connectat de forma múltiple?
Fins al 1999 no se'n va trobar cap. Llavors, Jade P. Vinson en va presentar un exemple, amb 78.585.627 cares;. Més endavant se'n va trobar un altre exemple, gràcies a Don Hatch, que va presentar un holiedre amb 492 cares el 2003, de tal forma que la recompensa va ser d'uns 20,33 dòlars.

## Més informació
- Don Hatch's 492-face holyhedron